# 교주 (중국)
교주(交州)는 현재의 베트남 북부와 중부, 중국 광시 좡족 자치구 일대 (경우에 따라서는 현재의 광둥성 일대와 하이난성 또한 포함)에 존재한 중국 역사상의 옛 행정 구역이며, 후한 13주 중 한 지역이다. 원래는 교지자사부(交趾刺史部 ,交阯刺史部)라 했는데, 후한 말에 교주자사부(交州刺史部)로 이름을 고쳐 다른 주와 같이 -주 꼴의 이름이 됐다. 중심지는 용편(龍編, 현재의 베트남 홍 강 삼각주 박닌 성)이다.

## 군 · 군국

### 전한: 9군(郡)
- 교지(交趾)
- 구진(九眞)
- 남해(南海)
- 담이(儋耳)
- 울림(鬱林)
- 일남(日南)
- 주애(珠崖): 현재의 하이난성.
- 창오(蒼梧)
- 합포(合浦)

### 후한: 8군
각 군국 밑에 나열한 것은 속현(屬縣)의 목록이며, 굵은 글씨로 표기된 것은 각 군국의 치소(治所)가 있었던 곳임을 뜻한다.

### 삼국 시대

#### 동오
합포군(合浦郡) · 주애군(珠崖郡) · 교지군(交趾郡) · 신창군(新昌郡) · 무평군(武平郡) · 구진군(九眞郡) · 구덕군(九德郡) · 일남군(日南郡) · 구진속국(九眞屬國) · 일남속국(日南屬國)

### 서진
합포군(合浦郡) · 교지군(交趾郡) · 신창군(新昌郡) · 무평군(武平郡) · 구진군(九眞郡) · 구덕군(九德郡) · 일남군(日南郡)